# Mirror's Edge
Mirror's Edge és un videojoc d'acció i aventures en primera persona desenvolupat per EA Digital Illusions CE (DICE). El joc va ser llançat per a PlayStation 3 i Xbox 360 el novembre de 2008, i per a Windows el gener de 2009.
Va ser anunciat el 10 de juliol de 2007 i està dissenyat amb el motor gràfic Unreal Engine 3 amb l'afegit d'una nova solució d'il·luminació, desenvolupada per DICE. Té un estil realista, de colors brillants i difereix bastant de la majoria dels jocs en primera persona, ja que permet un gran rang d'accions i major llibertat de moviment. A més, no posseeix HUD i les cames, braços i tors del jugador a vegades poden observar-se a la pantalla.
Una demo va ser llançat per PlayStation Store el 30 d'octubre de 2008 i en el Basar Xbox Live el 31 d'octubre del mateix any. Aquesta està composta del nivell d'entrenament i un dels nivells d'obertura. El joc té versions mòbils amb el mateix títol per iPad llançat l'1 d'abril de 2010 i per l'iPhone el 2 de setembre de 2010 i en [Windows Phone el 13 de juliol de 2012. Un reinici del títol anomenat Mirror 's Edge Catalyst va ser anunciat el 2013 en l'esdeveniment E3 2013, el seu llançament estava programat per al 24 de maig de 2016, però va ser endarrerit fins al 9 de juny del 2016.

## Argument
El joc es desenvolupa en una distòpia conformista en la qual la comunicació està fortament controlada per un règim dictatorial, de manera que una xarxa de corredors, entre ells el personatge principal, Faith, transmeten missatges mentre eludeixen la vigilància de les institucions governamentals. En el seu estil tridimensional com a videojoc de plataforma, el jugador guia a Faith a través de sostres, parets, conductes de ventilació i altres escenaris urbans, superant els obstacles usant moviments inspirats en el parkour.